# Helwin Peter
Helwin Peter (* 18. Juli 1941 in Oberthal (Saar)) ist ein deutscher Politiker (SPD). Er war von 1974 bis 1980 Mitglied des Deutschen Bundestages und von 1989 bis 1999 Mitglied des Europäischen Parlaments.

## Leben
Nach dem Besuch der Volksschule begann Peter 1955 eine Ausbildung als Betriebselektriker bei den Saarbergwerken, die er 1958 mit der Gesellenprüfung abschloss. Im Anschluss arbeitete er bis 1967 als Elektrohauer in den Steinkohlebergwerken Kohlwald und Camphausen. Von 1967 bis 1969 besuchte er auf dem zweiten Bildungsweg die Akademie der Arbeit in Frankfurt am Main. Danach nahm er eine Tätigkeit als Prozessvertreter beim DGB-Landesbezirk Saar auf, wo er von 1970 bis 1974 als Jugendsekretär und Leiter der Abteilung für berufliche Bildung fungierte. Er war Mitglied der Gewerkschaft Handel, Banken und Versicherungen und Mitglied des DGB-Landesbezirksvorstandes Saar.
Peter trat 1963 der SPD bei. 1973 wurde er zum Vorsitzenden des SPD-Unterbezirks St. Wendel gewählt, 1974 in den Landesvorstand der SPD Saarland.
Vom 10. Juni 1974, als er für den verstorbenen Abgeordneten Günter Slotta nachrückte, bis 1980 war Peter Mitglied des Deutschen Bundestages. Bei der Bundestagswahl 1976 wurde er über die Landesliste der SPD ins Parlament gewählt. Im Bundestag war er von 1974 bis 1980 Mitglied des Verteidigungsausschusses und von 1974 bis 1976 Mitglied des Petitionsausschusses sowie des Ausschusses für Bildung und Wissenschaft. Des Weiteren gehörte er von April 1977 bis September 1979 dem Finanzausschuss an.
Von 1989 bis 1999 war Peter Mitglied des Europäischen Parlaments. Dort war er von 1989 bis 1994 Mitglied im Ausschuss für soziale Angelegenheiten, Beschäftigung und Arbeitsumwelt und von 1994 bis 1999 Mitglied im Ausschuss für soziale Angelegenheiten und Beschäftigung (ab 1997: Ausschuss für Beschäftigung und soziale Angelegenheiten). Von 1992 bis 1994 gehörte er zur Delegation im Gemischten Parlamentarischen Ausschuss EG-Türkei, von 1994 bis 1995 zur Delegation für die Beziehungen zu der Tschechischen Republik, der slowakischen Republik und Slowenien und von 1995 bis 1997 zur Delegation für die Beziehungen zu Slowenien.

## Weblink
- Helwin Peter in der Abgeordneten-Datenbank des Europäischen Parlaments

| Personendaten    | Personendaten                        |
| ---------------- | ------------------------------------ |
| NAME             | Peter, Helwin                        |
| KURZBESCHREIBUNG | deutscher Politiker (SPD), MdB, MdEP |
| GEBURTSDATUM     | 18. Juli 1941                        |
| GEBURTSORT       | Oberthal (Saar)                      |